# Sandrew Metronome

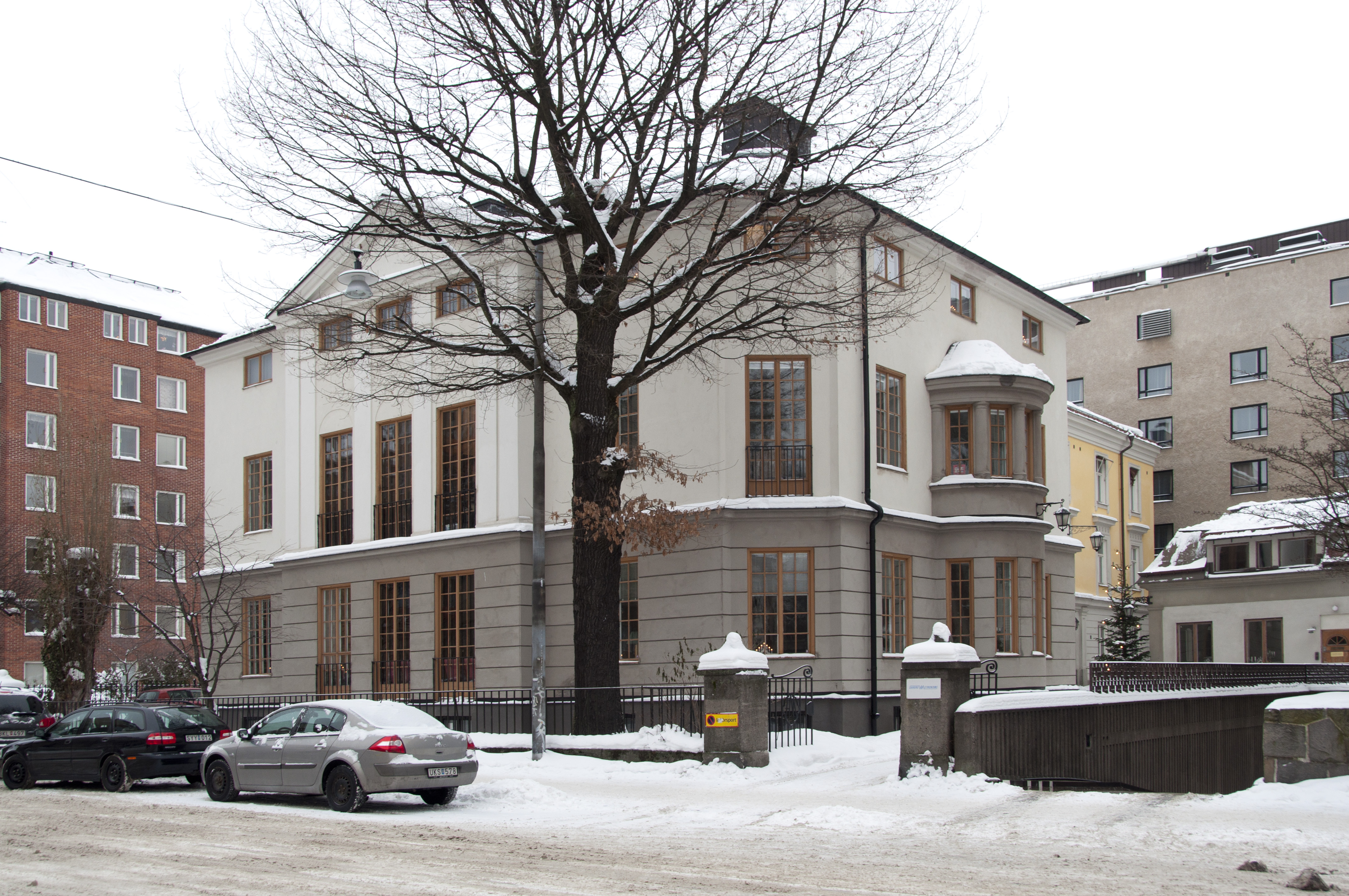
Firmensitz in Stockholm

Sandrew Metronome ist ein skandinavisches Unternehmen, welches mit Filmrechten handelt. Es ist eine der größten Vertriebsgesellschaften in den nordischen Ländern. Sandrew Metronome gehört zur Anders Sandrew Foundation und der norwegischen Schibsted Gruppe. Das Unternehmen wurde in den 1920er-Jahren von Anders Sandrew (1885–1957) gegründet. In den Anfangsjahren wirkte die Firma im Stockholmer-Raum und ab den 1940er-Jahren landesweit.
Die Gesellschaft betrieb in den nordischen Ländern zahlreiche Kinos, gab dieses Geschäftsfeld aber auf, um sich auf den Handel von Filmrechten zu konzentrieren.
Sandrew Metronome ist seit den 1990er-Jahren der Rechtehändler für Filme von Warner Bros. in den nordischen Ländern. Vor kurzem erwarb das Unternehmen die Rechte der Focus Features.